# Nadia Nadim
Nadia Nadim (født 2. januar 1988 i Herat, Afghanistan) er dansk fodboldspiller, der spiller for Danmarks fodboldlandshold og skiftede i januar 2024 til AC Milan i Italien; i marts 2025 blev hun udlejet til den svenske klub Hammarby frem til sommeren 2025. Fra 2019 til 2021 spillede hun som angriber i Paris Saint-Germain, som vandt det franske mesterskab i 2020-21 sæsonen. Hun har tidligere spillet for bl.a. de amerikanske klubber Sky Blue FC og Portland Thorns FC og den engelske klub Manchester City.
Nadim blev i 2009 en del af Danmarks kvindefodboldlandshold, efter at DBU i januar samme år fik dispensation til at lade hende optræde på landsholdet, skønt hun ikke opfyldte FIFAs krav fra 2008 om fem års statsborgerskab efter det fyldte 18. år. Siden har hun været en kraft på landsholdet og var blandt andet med til at vinde EM-sølv i 2017.

## Baggrund
Nadia Nadim blev født i Herat i Afghanistan, men familien flyttede en del rundt i landet på grund af hendes far, Rabena Khans, virke som general i den afghanske hær. Hendes mor, Namida, arbejdede som skoleinspektør. Da Nadia var ni år gammel, blev hendes far henrettet af Taleban. Et par år efter hans død valgte Nadias mor at flygte ud af landet med sine fem døtre: Nadia, Giti, Diana, Muskan og Mujda. På det tidspunkt boede de i Kabul. Moderen ønskede at flygte til London, for der havde hun familie. Men de endte i Danmark i stedet.
Under et ophold på et asylcenter nær Gug kom Nadia Nadim til at spille fodbold i den lokale klub, hvor hun meget hurtigt viste et stort talent for denne sport. Hun var omkring flere klubber, eftersom familien flyttede rundt i Jylland, inden de fik fast ophold i Aarhus, hvor Nadia Nadim snart etablerede sig på IK Skovbakkens elitehold som holdets topscorer, ligesom hun i flere år har været en af de mest scorende i 3F Ligaen.
Nadia Nadim tog studentereksamen i juni 2008 fra Marselisborg Gymnasium, og samme måned fik hun dansk statsborgerskab.
Hun forsøgte sig som kioskejer i Aarhus i efteråret 2008 med Søndre Ringgade Kiosk i kælderen på Søndre Ringgade nummer 2.
Hendes enkeltmandsvirksomhed ophørte i foråret 2009.
Nadim begyndte i efteråret 2009 at læse medicin på Aarhus Universitet og skulle være dimitteret som læge i 2019. Hun valgte dog at udsætte sidste semester på grund af fodboldkarrieren. Hun blev endeligt færdiguddannet som læge fra universitetet i 2022.
Nadim taler ud over dansk flere sprog: Engelsk, tysk, den persiske dialekt dari, urdu, hindi og fransk.
En af Nadias søstre, Diana Nadim, er professionel bokser og har vundet det danske mesterskab flere gange. En anden søster, Giti Nadim, spiller også fodbold og har spillet sammen med Nadia i både B52 og Skovbakken. Deres mor døde i en trafikulykke i 2022.

## Karriere

### Klub
Som barn spillede Nadia Nadim fodbold med Gug Boldklub og derefter med B52 Aalborg. Hun rykkede i 2005 op som senior med Team Viborg, og i 2006 skiftede hun til IK Skovbakken, hvor hun spillede frem til 2012, da hun skiftede til Fortuna Hjørring. Hun fik sin Champions League-debut i september samme år, og i debutkampen scorede hun begge mål i Fortuna Hjørrings 2–1 sejr over de skotske mestre Glasgow City.

#### Sky Blue FC
Nadim blev en del af Sky Blue FC i slutningen af 2014 NWSL sæsonen, hvor hun var på et kort ophold hos klubben sommeren 2014. Hun spillede 6 kampe og scorede 7 mål og blev registreret for 3 assists. Hun blev udråbt til ugens spiller den 19. august og månedens spiller i NWSL for august 2014.
I januar 2015 blev det officielt i Danmark, at Nadia Nadim skiftede klub fra Fortuna Hjørring til Sky Blue. Hun havde underskrevet kontrakt med Sky Blue for 2015-sæsonen. Samtidig havde Fortuna Hjørring etableret et samarbejde om Sky Blue FC og engelske Chelsea Ladies. Partnerskabet betød, at der kan udveksles spillere mellem de tre klubber, og derudover blev der arbejdet med, at trænerne kunne komme på inspirationsophold i hinandens klubber. Nadim spillede 24 ligakampe for Sky Blue over to sæsoner, heraf var hun med i startopstillingen i 23 af kampene. Hun scorede 13 mål og blev noteret for fire assists.

#### Portland Thorns FC
Den 14. januar 2016 blev Nadim solgt til Portland Thorns FC. Nadim afsluttede sæsonen som holdets topscorer med 9 mål i 20 kampe. Hun spillede med holdet til slutningen af 2017 og vandt det amerikanske mesterskab med holdet.

#### Manchester City
Den 28. september 2017 underskrev Nadim en toårig kontrakt med Manchester City. Hun startede der i januar 2018, efter at 2017-sæsonen med Thorns sluttede med, at hun og holdet vandt det amerikanske mesterskab. Hun fik debut med Manchester City den 7. januar 2018 i en kamp mod Reading, og efter seks minutter på banen scorede hun sit første mål for holdet ved at heade bolden i mål, efter et indlæg fra kanten, og 26 minutter senere stod hun for oplægget til Manchester Citys andet mål. Manchester City endte med at vinde kampen 5-2. I sin anden kamp for holdet en uge senere scorede hun det afgørende mål i 1-0 sejren i semifinalen af Continental Tyres Cup'en mellem Manchester City og Chelsea. Manchester City kom derved i finalen.
Opholdet i England blev dog efterhånden en skuffelse med kun beskeden spilletid, så hun blev løst fra sin kontrakt efter knap et år. Hun nåede at spille 15 kampe og score fire mål for Manchester City.

#### Paris Saint-Germain
Kort efter nytår 2019 blev det offentliggjort, at Nadim skulle spille for franske Paris Saint-Germain, hvor hun i første omgang fik en kontrakt for resten af sæsonen. Den 9 . juli 2019 forlængede hun sin kontrakt for Paris Saint-Germain, og senere blev hun holdets vice-anfører. Hun hjalp klubben med at vinde det franske mesterskab for første gang i klubbens historie i 2021.

### Racing Louisville FC
Den 9. juni 2021 underskrev Nadim kontrakt med Racing Louisville FC, og vendte dermed tilbage til NWSL fire år efter at hun forlod Portland Thorns til fordel for FC for Manchester City.

### Landshold
DBU og landstræner Kenneth Heiner-Møller var i 2008 meget interesseret i at få Nadia Nadim med på Danmarks fodboldlandshold, men det stødte i første omgang mod en skærpelse af en FIFA-regel, der siger, at en person først må optræde på et landshold fem år efter at have opnået statsborgerskab. Imidlertid medførte dansk lovgivning, at en person først kan opnå statsborgerskab, når man fylder 18 år, og dermed ville der være lange udsigter til en udtagelse. DBU søgte på den baggrund om dispensation for FIFA-reglen om de fem år, der var lavet for at gøre det besværligt for spillere at komme på et landshold ved blot at skifte statsborgerskab. FIFA accepterede DBU's ansøgning og gav dispensationen. Dermed var vejen banet for Nadims udtagelse og efterfølgende debut, da landsholdet deltog i den årlige Algarve Cup i marts 2009.
Mens hun spillede for Portland Thorns, skadede hun det udvendige ledbånd i knæet den 2. oktober 2016.
Hun blev opereret og kom til at gå med skinne. Hun kunne derfor ikke spille i ti landskampe men kom tilbage på det danske landshold ved en testkamp mod Finland den 11. april 2017.
Nadim har deltaget ved EM i Finland i 2009, EM i Sverige i 2013 og EM i Holland i 2017. Ved kvartfinalen i 2017 i Rotterdam scorede Nadim det udlignende danske mål i 2-1 sejren mod de tyske regerende europamestre, hvilket var med til at få det danske kvindelandshold videre til semifinalen.
I semifinalen mod Østrig, hvor Nadim blev udvalgt til at være førstesparker i straffesparkskonkurrencen efter, at kampen var endt uden mål, udplacerede hun den østrigske målmand. Danmark vandt straffesparkskonkurrencen og spillede sig videre til finalen. I finalen scorede Nadim kampens første mål, da hun scorede på et straffespark begået mod Sanne Troelsgaard. Danmark endte dog med at tabe finalen 2-4 mod Holland og blev sølvmedaljevindere.
Hun blev i juni 2022 også udtaget til A-landstræner Lars Søndergaards endelige trup ved EM i fodbold for kvinder 2022 i England. Det var på trods af massiv kritik af hendes ambassadørskab for VM i fodbold i Qatar, da landstræner Lars Søndergaard vurderede hendes udtagelse på baggrund af hendes erfaring og sportslig præstation.
Efter EM-slutrunden i 2022, var Nadim med igen ved UEFA Nations League i 2023 under den nye landstræner Andrée Jeglertz. Efter perioder med flere skader og længere tids fravær fra landsholdet, var det alligevel en stor overraskelse, da Nadim blev udtaget til EM i fodbold 2025 i Schweiz. I samme ombæring, meddelte Nadim, at hun stoppede sin landsholdskarriere efter slutrunden. Danmark skuffede ved slutrunden og Nadim spillede sin sidste landsholdskamp mod Polen d. 12. juli 2025, hvor hun tilmed scorede et mål, der dog efterfølgende blev underkendt efter VAR.

## Andet
Nadia Nadim har adskillige gange været portrætteret.
Et af de tidligste portrætter var til Politiken i 2007, endnu før hun som 18-årig flygtning havde fået dansk statsborgskab, og hvor det blev bemærket, "at hun efter manges mening burde spille på det danske kvindelandshold".
I 2016 sendte DR3 tv-dokumentarserien Nadia Nadim Angriber, hvor man gennem fire halvtimesprogrammer kunne følge Nadim med landsholdet, med Portland Thorns og som lægestuderende.
Under EM i 2017 blev hun portrætteret af den engelsk avis The Independent. I 2018 udsendte hun på Politikens Forlag selvbiografien Nadia Nadim. Min historie, skrevet sammen med Miriam Zesler.
I foråret 2017 blandede Nadia Nadim sig i den offentlige debat om danskhed med en bredside mod den retorik, der præger dele af debatten, og som ifølge Nadim er blevet fremmedfjendsk: "Jeg følger med i debatten i Danmark og ser, hvor landet er på vej hen. Det er medmenneskeligheden, solidariteten og tolerancen, der definerer danskhed for mig. Men den er slet ikke så tydelig længere", sagde hun blandt andet.
I foråret 2017 udgav Carlsen Læs med landsholdet og Nadia Nadim — en læsebog rettet mod 2.-3. klassetrin og udarbejdet i samarbejde med DBU.
Hun var da udvalgt som en af otte landsholdsstjerner, der med deres personlige historier i læsepædagogisk bogform skulle inspirere børn og forbedre deres læsefærdigheder.
Nadia Nadim er troende muslim. I 2018 fortalte hun i et avisinterview, at hun som ung teenager i Danmark led af mareridt, men så lærte hun at bede - noget, hun ikke havde praktiseret under sin opvækst i Afghanistan. Det gav hende ro og er i dag en naturlig del af hendes liv.
Dagen før Danmark skulle spille mod Italien på hjemmebane i den sidste EM-kvalifikationskamp, som skulle spilles den 1. december 2020, meddelte DBU, at Nadia Nadim samt en anden landsholdsspiller og assistenttræner Kristian Mørch blev testet positive for Covid-19. Nadim var allerede blevet isoleret om fredagen et par dage før, da en nærkontakt blev testet positiv. Alle blev testet negative før ved ankomst til lejren onsdag. Alle var isoleret på værelser indtil svaret fra den første test, hvor alle resultater var negative. Nadim mistede derved EM-kvalifikationskampen mod Italien.

## Hæder
I juli 2017 fik Nadim Danske Sportsjournalisters mediepris for sin aktive deltagelse i både etablerede og sociale medier. Hun fik overrakt prisen i Københavns Lufthavn umiddelbart inden afrejsen til EM-slutrunden 2017 i Holland.
Hendes tilstedeværelse i medierne i 2017 fik hende også ind på en fjerdeplads ved Politikens kåring af Årets meningsdanner.
Den 4. december 2017 fik Nadia Nadim prisen "Årets Dansker 2017", en pris uddelt af Berlingske Tidende. Nadia Nadim fik prisen, fordi hun er et menneske og en personlighed, som vores fælles Danmark har brug for, lød begrundelsen.

## Kritik
I december 2021 fik Nadim kritik i danske medier for at beskrive Qatar som en nation, der hjælper mennesker i nød. Hendes glorificering af ørkenstaten stemmer ikke overens med den konsensus om undertrykkelse af menneskerettigheder og dårlige forhold for migrantarbejdere, som er udbredt i den danske befolkning og formuleret af DBU. Efterfølgende nægtede Nadim at have fået penge for sin optræden i Qatar, hvilket viste sig ikke at være sandt, da B.T. Fandt ud af, at hun havde fået et beløb for at deltage i et uddannelsestopmøde i landet.
D. 1. april 2022 annoncerede Nadim sin nye titel som VM-ambassadør for verdensmesterskabet i det selvsamme stærkt kritiserede land, Qatar. På baggrund af den uhensigtsmæssigt udvalgte dato, at annoncere den nye titel, blev der sået tvivl om, hvorvidt situationen blot var en aprilsnar. Nadims manager bekræftede kort efter, at det ikke var tilfældet.
DBU understreger, at Nadim aldrig har været i Qatar på deres vegne og at forbundet ikke ønsker at blive associeret med hendes tur til Qatar.
D. 11. april 2022 har Dansk Flygtningehjælp droppet Nadia Nadim som ambassadør, som følge af fodboldspillerens udskældte deltagelse som ambassadør i VM i Qatar. I en mail til mediet BT, skriver Dansk Flygtningehjælp, at "Vi har efter en fin dialog med Nadia taget et gensidigt valg om at afslutte samarbejdet". Denne udmelding strider dog imod Nadims forklaring af hændelsen, hvor hun i et Tweet hævder, at samarbejdet har været slut siden starten af 2019. BT har undersøgt Nadims påstand og har fundet frem til, at hun efter starten af 2019 har medvirket i videoer vedr. sin rolle som ambassadør i Dansk Flygtningehjælp både på Instagram, Facebook og DR P3. 

### Klub
Fortuna Hjørring
- Elitedivisionen: 2015-16

Portland Thorns FC
- NWSL Shield: 2016
- National Women's Soccer League, amerikansk mester: 2017

Manchester City
- FA WSL 2017-18 Toer

Paris Saint-Germain Féminines
- Division 1 Féminine: 2020–21 fransk mester.[58]
- Division 1 Féminine 2018-19 Toer
- Division 1 Féminine 2019-20 Toer

### Landshold
Danmark
- Bronze ved EM i fodbold for kvinder 2013 (Danmark og Sverige fik bronze som tabende semifinalister)
- Sølv ved EM i fodbold for kvinder 2017

### Individuel
- 2017 - Årets Forbillede 2017, uddelt af Tryg Forsikring. Med prisen fulgte 75.000 kroner.[59]
- 2017 - Årets kvindelige spiller - kåret af DBU[60]
- 2017 - Danske Sportsjournalisters mediepris
- 2017 - Årets dansker 2017 - kåret af Berlingske